# Vasco Seabra
Vasco César Freire de Seabra, noto semplicemente come Vasco Seabra (Paços de Ferreira, 15 settembre 1983), è un allenatore di calcio portoghese, tecnico dell'Arouca.

## Carriera

### Giocatore
Seabra ha giocato nelle giovanili del Paços Ferreira, nel ruolo di attaccante e centrocampista centrale, ritirandosi all'età di 18 anni.

### Allenatore

#### Gli inizi
Dopo un periodo di studio e preparazione, ha iniziato a lavorare come assistente nelle serie minori, prima al Leça e poi al Lixa dove, nel 2013, assume il suo primo incarico da allenatore.

#### Paços de Ferreira
Nell'estate del 2013 torna nel club dove è cresciuto, al Paços Ferreira, allenando la formazione Under-19 fino al 28 novembre 2016 quando, dopo essere stato in vice di Carlos Pinto, ne prende il posto ad interim per essere poi confermato fino al termine della stagione. Il 23 ottobre 2017 viene esonerato dopo la sconfitta per 6-1 contro il Porto in Taça de Portugal.

#### Famalicão ed Estoril
Il 24 gennaio 2018 viene ingaggiato dal Famalicão, con un accordo fino alla fine della stagione successiva. Tuttavia, terminata la stagione, venne sostituito da Sérgio Vieira.
Il 20 febbraio 2019 trova un accordo con l'Estoril Praia per guidare la formazione Under-23.

#### Mafra ed Boavista
Il 31 maggio 2019 viene ufficializzato il suo approdo al Mafra, squadra di Segunda Liga, con l'obiettivo di raggiungere la salvezza. Al termine della stagione, dopo aver portato la squadra del distretto di Lisbona al quarto posto e agli ottavi di finale nella coppa nazionale, il 6 maggio 2020 annuncia le sue dimissioni.
Nel luglio 2020, fa ritorno nella massima serie portoghese, firmando un biennale con il Boavista. Tuttavia, visti i risultati deludenti, l'8 dicembre successivo, dopo aver vinto una volta e aver pareggiato cinque delle prime nove partite, viene esonerato.

#### Moreirense e Maritimo
Un mese dopo essere rimasto libero, il 7 gennaio 2021 sigla un accordo di due anni con la Moreirense fino a al 30 giugno 2022. Alla fine della stagione, dopo la conquista dell'ottavo posto in classifica, risolve il contratto con la società biancoverde con un anno di anticipo
, venendo sostituito da João Henriques.
Il 13 novembre 2021 viene annunciato come nuovo tecnico del Marítimo, subentrando all'esonerato Julio Velázquez.

## Statistiche

### Statistiche da allenatore
Statistiche aggiornate al 18 maggio 2024. In grassetto le competizioni vinte.
| Stagione        | Squadra         | Campionato      | Campionato | Campionato | Campionato | Campionato | Coppe nazionali | Coppe nazionali | Coppe nazionali | Coppe nazionali | Coppe nazionali | Coppe continentali | Coppe continentali | Coppe continentali | Coppe continentali | Coppe continentali | Altre coppe | Altre coppe | Altre coppe | Altre coppe | Altre coppe | Totale | Totale | Totale | Totale | % Vittorie | Piazzamento |
| Stagione        | Squadra         | Comp            | G          | V          | N          | P          | Comp            | G               | V               | N               | P               | Comp               | G                  | V                  | N                  | P                  | Comp        | G           | V           | N           | P           | G      | V      | N      | P      | %          | Piazzamento |
| --------------- | --------------- | --------------- | ---------- | ---------- | ---------- | ---------- | --------------- | --------------- | --------------- | --------------- | --------------- | ------------------ | ------------------ | ------------------ | ------------------ | ------------------ | ----------- | ----------- | ----------- | ----------- | ----------- | ------ | ------ | ------ | ------ | ---------- | ----------- |
| feb.-giu. 2013  | Lixa            | CD              | 13         | 6          | 4          | 3          | CdL             | 0               | 0               | 0               | 0               | -                  | -                  | -                  | -                  | -                  | -           | -           | -           | -           | -           | 13     | 6      | 4      | 3      | 46,15      | Sub., 1º    |
| nov. 2016-2017  | Paços Ferreira  | PL              | 23         | 6          | 8          | 9          | CP+CdL          | 0+3             | 0+0             | 0+2             | 0+1             | -                  | -                  | -                  | -                  | -                  | -           | -           | -           | -           | -           | 26     | 6      | 10     | 10     | 23,08      | Sub., 13º   |
| lug.-ott. 2017  | Paços Ferreira  | PL              | 9          | 2          | 3          | 4          | CP+CdL          | 1+3             | 0+1             | 0+1             | 0+2             | -                  | -                  | -                  | -                  | -                  | -           | -           | -           | -           | -           | 13     | 3      | 4      | 6      | 23,08      | Eson.       |
| Paços Ferreira  | Paços Ferreira  | Paços Ferreira  | 32         | 8          | 11         | 13         |                 | 7               | 1               | 3               | 3               |                    | -                  | -                  | -                  | -                  |             | -           | -           | -           | -           | 39     | 9      | 14     | 16     | 23,08      |             |
| feb.-giu. 2018  | Famalicão       | SL              | 17         | 5          | 3          | 9          | CP+CdL          | 0+0             | 0+0             | 0+0             | 0+0             | -                  | -                  | -                  | -                  | -                  | -           | -           | -           | -           | -           | 17     | 5      | 3      | 9      | 29,41      | Sub., 14º   |
| 2019-2020       | Mafra           | SL              | 24         | 10         | 9          | 5          | CP+CdL          | 4+1             | 3+0             | 0+0             | 1+1             | -                  | -                  | -                  | -                  | -                  | -           | -           | -           | -           | -           | 29     | 13     | 9      | 7      | 44,83      | 5º          |
| ago.-dic. 2020  | Boavista        | PL              | 9          | 1          | 5          | 3          | CP              | 1               | 1               | 0               | 0               | -                  | -                  | -                  | -                  | -                  | -           | -           | -           | -           | -           | 10     | 2      | 5      | 3      | 20,00      | Eson.       |
| gen.-giu. 2021  | Moreirense      | PL              | 22         | 7          | 9          | 6          | CP              | 1               | 0               | 0               | 1               | -                  | -                  | -                  | -                  | -                  | -           | -           | -           | -           | -           | 23     | 7      | 9      | 7      | 30,43      | Sub., 8º    |
| nov. 2021-2022  | Marítimo        | PL              | 23         | 8          | 7          | 8          | CP+CdL          | -               | -               | -               | -               | -                  | -                  | -                  | -                  | -                  | -           | -           | -           | -           | -           | 23     | 8      | 7      | 8      | 34,78      | Sub, 10º    |
| ago.-set. 2022  | Marítimo        | PL              | 5          | 0          | 0          | 5          | CP+CdL          | -               | -               | -               | -               | -                  | -                  | -                  | -                  | -                  | -           | -           | -           | -           | -           | 5      | 0      | 0      | 5      | &0,00      | Eson.       |
| set. 2023-2024  | Estoril Praia   | PL              | 28         | 8          | 5          | 15         | CP+CdL          | 3+6             | 2+5             | 0+0             | 1+1             | -                  | -                  | -                  | -                  | -                  | -           | -           | -           | -           | -           | 37     | 15     | 5      | 17     | 40,54      | Sub, 13°    |
| Totale carriera | Totale carriera | Totale carriera | 173        | 53         | 53         | 67         |                 | 23              | 12              | 3               | 8               |                    | -                  | -                  | -                  | -                  |             | -           | -           | -           | -           | 196    | 65     | 56     | 75     | 33,16      |             |

## Palmarès

### Allenatore
- Campeonatos Distritais: 1

Lixa: AF do Porto 2012-2013 (Divisão Honra)